# Chaintech
Chaintech Computer Co. Ltd., fundada en noviembre de 1986, es un importarte fabricante taiwánés de hardware para computadoras. La compañía oficialmente se renombró como Walton Chaintech Corporation en octubre de 2005. Chaintech emplea aproximadamente a 1100 personas en todo el mundo. Es muy conocida por su amplio rango de productos de distintos valores y prestaciones, como por ejemplo en tarjetas de vídeo, placas base, tarjetas de sonido, y módems. Recientemente se han agregado módulos de memoria. Además de la sede de la empresa en Taiwán, Chaintech posee oficinas en ocho ciudades de diferentes países y regiones: Hong Kong, Pekín y Shenzhen (China), Corea, Sídney (Australia), California (Estados Unidos), París (Francia) y en Moscú (Rusia).